# Orobainosoma hungaricum
Orobainosoma hungaricum är en mångfotingart som beskrevs av Karl Wilhelm Verhoeff 1928. Orobainosoma hungaricum ingår i släktet Orobainosoma och familjen Haaseidae. Utöver nominatformen finns också underarten O. h. orientale.